# Aḩshām-e Kohneh
Aḩshām-e Kohneh (persiska: احشام كهنه) är en bondby i Iran.   Den ligger i provinsen Bushehr, i den södra delen av landet, 800 km söder om huvudstaden Teheran. Aḩshām-e Kohneh ligger 23 meter över havet och antalet invånare är 210.
Terrängen runt Aḩshām-e Kohneh är platt åt nordväst, men åt sydost är den kuperad. Terrängen runt Aḩshām-e Kohneh sluttar västerut. Runt Aḩshām-e Kohneh är det glesbefolkat, med 17 invånare per kvadratkilometer. Närmaste större samhälle är Bord Khūn-e Now, 1,6 km söder om Aḩshām-e Kohneh. Trakten runt Aḩshām-e Kohneh är ofruktbar med lite eller ingen växtlighet.